# La Ferrière-Airoux
La Ferrière-Airoux is een gemeente in het Franse departement Vienne (regio Nouvelle-Aquitaine) en telt 315 inwoners (2005). De plaats maakt deel uit van het arrondissement Montmorillon.
De gemeente werd gevormd in 1822 door de fusie van de gemeenten La Ferrière en Airoux.

## Geografie
De oppervlakte van La Ferrière-Airoux bedraagt 28,1 km², de bevolkingsdichtheid is 11,2 inwoners per km².
De onderstaande kaart toont de ligging van La Ferrière-Airoux met de belangrijkste infrastructuur en aangrenzende gemeenten.

## Demografie
Onderstaande figuur toont het verloop van het inwonertal (bron: INSEE-tellingen).